# Aubagne
Aubagne es una comuna francesa situada en el departamento de Bocas del Ródano, en la región de Provenza-Alpes-Costa Azul. Tiene una población estimada, en 2018, de 47 208 habitantes.
Su población en el censo de 2010 era de 46 423 habitantes (9 366 en Aubagne Este y 35 438 en Aubagne Oeste). Forma parte de la aglomeración urbana de Marsella-Aix-en-Provence.
Esta pequeña ciudad alberga el cuartel general de la Legión Extranjera Francesa, siendo también la sede del Primer Regimiento Extranjero (1º RE).

## Demografía
| 7 230 | 5 610 | 6 620 | 6 122 | 6 208 | 6 481 | 6 131 | 6 482 | 6 765 | 7 232 | 7 408 | 7 658 | 8 027 | 7 885 | 8 239 | 8 154 | 8 400 | 8 724 | 9 614 | 9 744 | 10 271 | 11 707 | 13 085 | 13 949 | 16 061 | 17 639 | 21 211 | 27 938 | 33 595 | 38 561 | 41 100 | 42 588 | 44 804 | 47 208 |
| Para los censos de 1962 a 1999 la población legal corresponde a la población sin duplicidades (Fuente: INSEE [Consultar]) |       |       |       |       |       |       |       |       |       |       |       |       |       |       |       |       |       |       |       |        |        |        |        |        |        |        |        |        |        |        |        |        |        |